# Trichotosia dongfangensis
Trichotosia dongfangensis är en orkidéart som beskrevs av Xiao Hua Jin och L.P.Siu. Trichotosia dongfangensis ingår i släktet Trichotosia och familjen orkidéer. Inga underarter finns listade i Catalogue of Life.